# Minerva Motors
Minerva (Мінерва) — з 1897 року бельгійський виробник престижних автомобілів і мотоциклів. Штаб-квартира знаходиться в Антверпені. У 1926 році компанію викупила фірма Marquet. 1934 року фірму купує компанія Imperia. У 1938 році компанія припинила виробництво легкових автомобілів.

## Історія

### Заснування
У 1881 році в Антверпені поселяється родина де Йонгів з Нідерландів, одному з трьох синів, Сільвену, було всього 13 років. Коли Сільвен підростає, він іде працювати журналістом у місцеву газету. У віці 21 років він вирушає до Англії, щоб вивчити будову велосипедів. Повернувшись з Англії у 1889 році, він починає продавати їх, імпортуючи з Британії, нарешті через шість років він вирішує  випускати їх сам. Для цього будується фабрика, а продукція, що випускається, отримує найменування «Mercury», на честь римського бога. Через два роки він залишає фабрику своїм партнерам, а сам разом з братами Анрі і Жаком засновує в жовтні 1897 нову фірму S. de Jong & Cie, яка розташувалася у щойно відбудованих приміщеннях для виробництва велосипедів. Як і минулого разу, Сільвен вирішив дати назву на честь давньоримського божества, «Minerva».

### Подальший розвиток
У лютому 1899 року Сільвен де Йонг висловлює думку про розширення асортименту пропонованої продукції: про моторизацію велосипедів, які вони випускають.

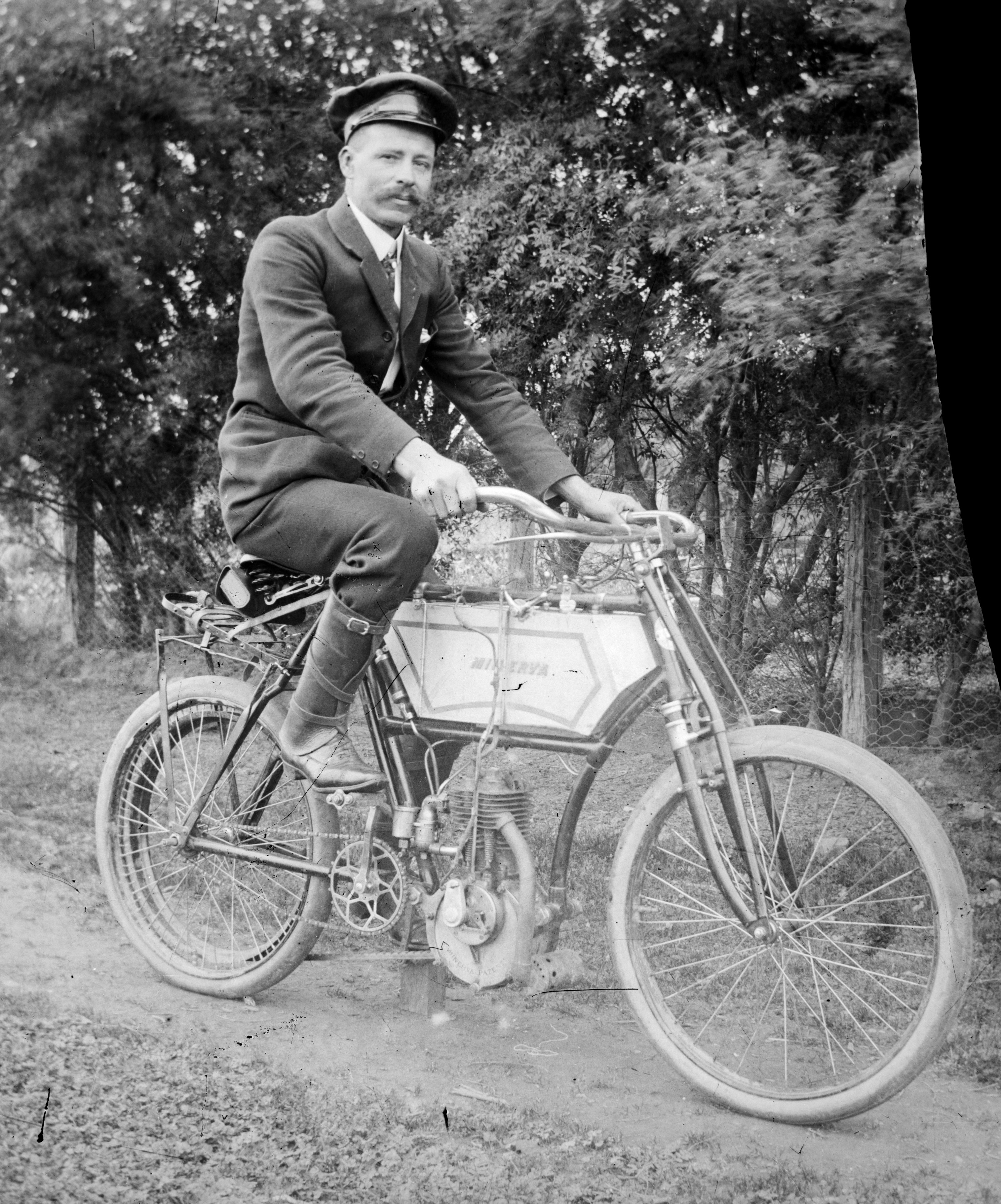
Перший мотоцикл Minerva з 0,75-сильним мотором.

Було також збудовано чотирициліндровий автомобіль за типом Panhard & Levassor, тобто з переднім розташуванням мотора потужністю в 6 к/с і 3-ступеневою коробкою передач, яка приводила в дію ланцюгову передачу. Показаний на виставці в Антверпені автомобіль так і залишився прототипом. Власні досліди з ДВЗ маленького об'єму показали недоліки конструкції, тож у 1900 році було вирішено купити ліцензію на виробництво 172-кубових моторів у швейцарської фірми Zürcher & Lüthi, які кріпилися до рами. Для того, щоб велосипед міг пересуватись самостійно, конструктори фірми S. de Jong & Cie розробили колесо, яке прикріплялося до заднього колеса велосипеда. Кріпилося воно за допомогою шкіряного ременя. Велосипеди, оснащені такою системою, розвивали швидкість до 50 км/год.
Мотори і конструкція приводу виявилися дуже надійними, тож скоро двигуни, об'єм яких збільшили до 211 кубиків (1 к/с), і комплекти для їх установки почали поставлятися у багато країн і багатьом фірмам. У тому числі фірмам Humber, Royal Enfield, Quadrant, Triumph, BSA, Peugeot, Adler і Opel.

#### 1900-1910

Minerva Type C 10CV

У 1903 році Сільвен де Йонг реорганізує фірму в Société Anonyme Minerva Motors, співвласником якої стає британський агент фірми Давид Сітроен, уродженець Нідерландів, але на той момент уже підданий Британській імперії. 1904 року розпочалось виробництво перших автомобілів, які оснащуються дво-, три- і чотирициліндровими двигунами: Type C 10CV з 1.5 л, Type D 15CV з 2.2 л і Type E 14/20CV з 3.0 л. Автомобілі цього модельного ряду мали дерев'яну раму і ланцюговий привід.

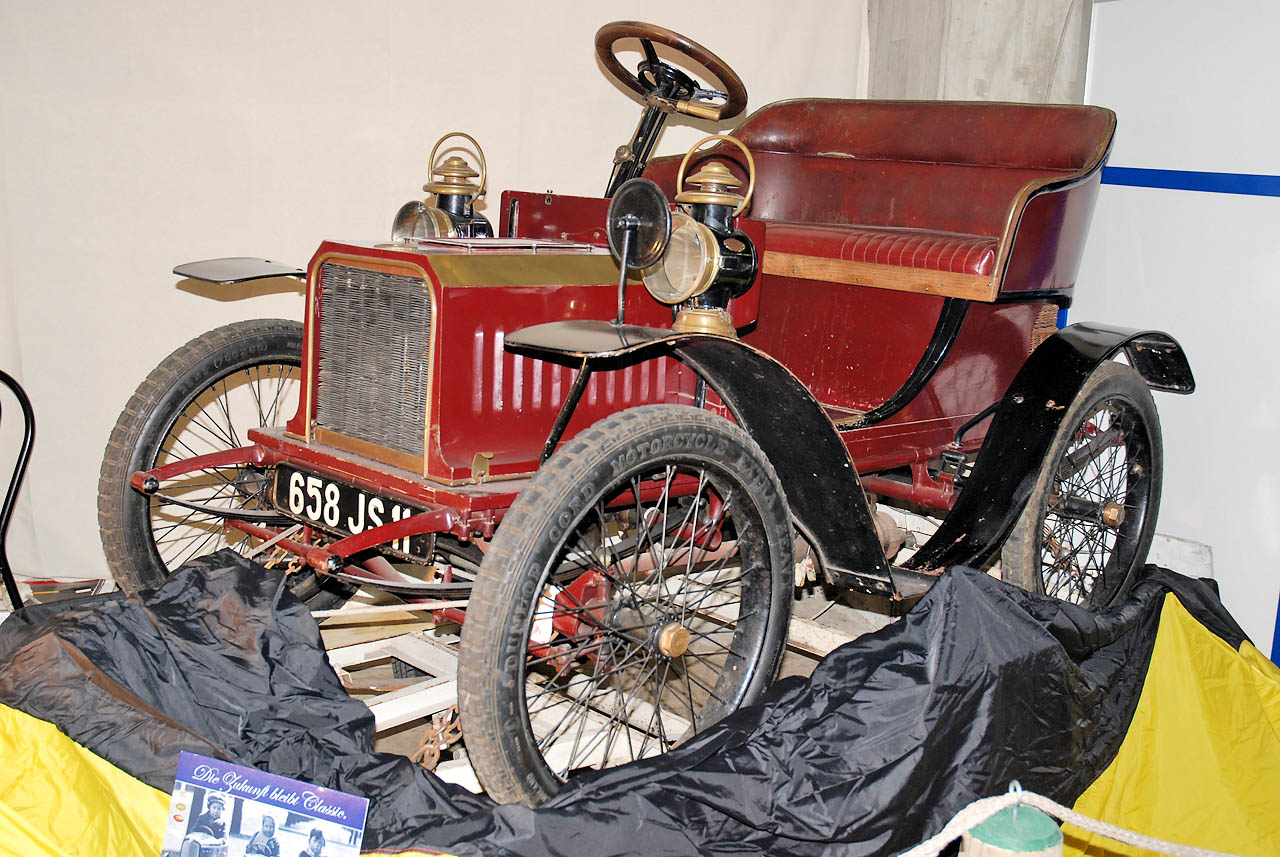
Minerva Minervette Typ A 5СV

До кінця 1904 року де Йонг переманює у фірму молодого французького інженера Жульєна П'єррі з французької фірми Gladiator. П'єррі береться за розробку маленького дешевого автомобіля — Бельгія не була заможною країною, тому попиту на дорогі машини не було. 1905 року публіці був представлений одноциліндровий автомобільчик з мотором у 636 см3, що розвивав 5 к. сил, його трансмісія була двоступеневою, також з ланцюговою передачею. На відміну від великих побратимів, це авто отримало металеву раму. Давид Сітроен почав експорт цього автомобіля до Великої Британії, де він виявився найдешевшим автомобілем на ринку (він коштував усього 105 фунтів стерлінгів).
Однак, крім Д. Сітроена, були й інші агенти, що продавали автомобілі цієї марки, серед них і Чарльз Роллс, який пропонував покупцям тільки великі моделі, що з'явилися у 1906 році, коли модельний ряд поповнився новими моделями: 2.9 л 16/28CV і 3.6 л 22CV. Ці машини отримали металеву раму і карданний привід, що зробило конструкцію сучаснішою. На відміну від багатьох фірм того часу компанія «Мінерва» сама виробляла кузови, мотори, рами, салони, акумулятори і навіть колеса, звівши до мінімуму постачання суміжників. До кінця року було анонсовано перший 6-циліндровий автомобіль з 6.2 л мотором — 40CV.
Як відомо, спорт був тоді двигуном торгівлі, і цим було вирішено скористатися. 1907 року три автомобілі цієї марки займають п'єдестал пошани в гонках, що проходять в Арденнах у рамках кубку «Kaiserpreis». Лорд Джон Мур-Брабазон фінішував першим, другим прийшов Колхоовен і третім — Елджі Лі Гіннесс, ще один гонщик — Уорвік Райт прийшов шостим, причому лорд розвивав місцями швидкість у 145 км/год, що було дуже непогано для того часу.

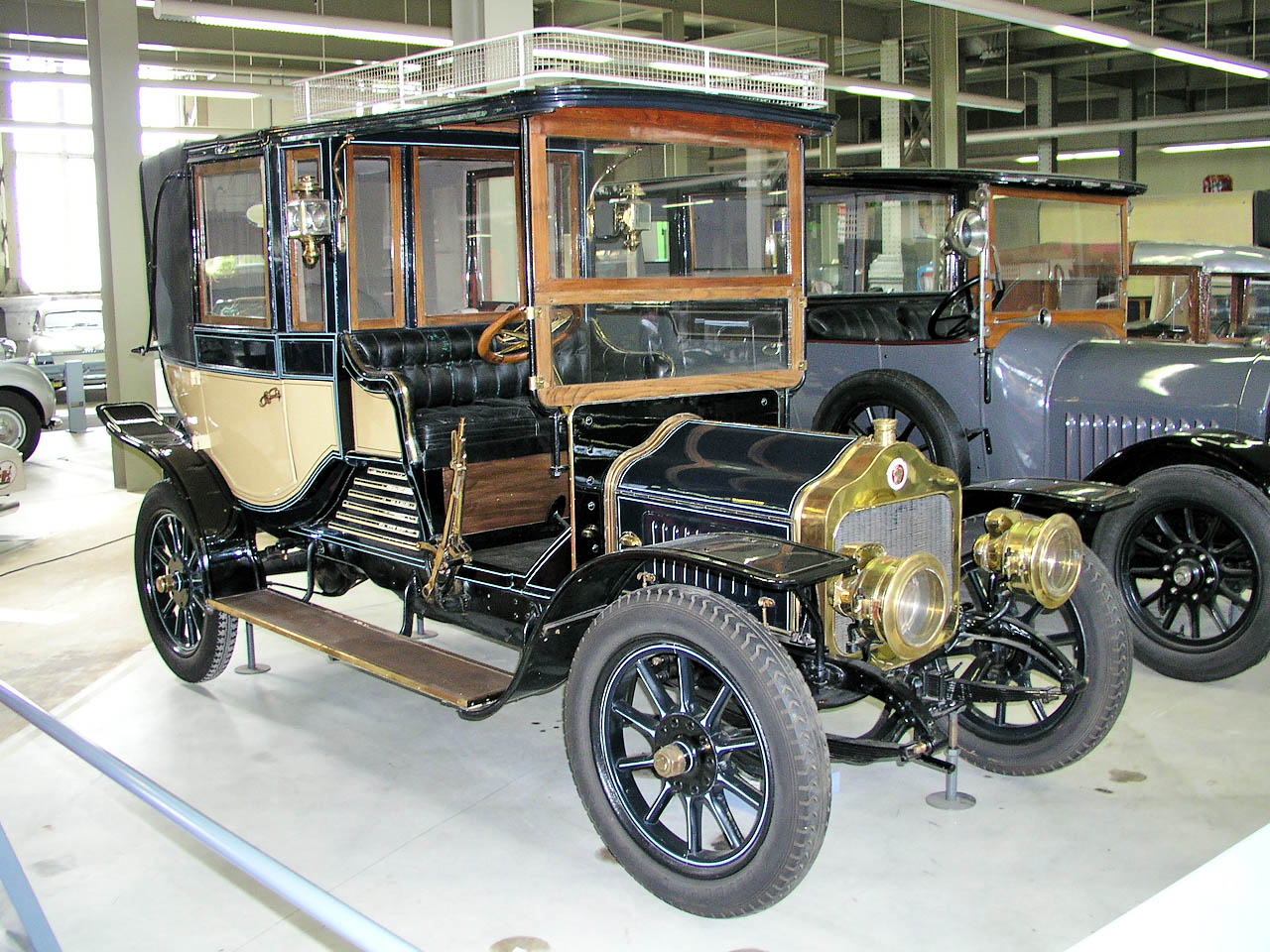
Minerva Type WT 26CV Gala-Coupe by Charles Distang de Huy, що належав Альберту I

У 1907 році американець Чарльз Єль Найт винайшов безклапанний двигун, замість клапанів були золотники, які відкривали отвори для подачі палива залежно від положення колінчастого валу. 1908 року де Йонг купує патент на цей мотор. Незабаром патент придбали британський Daimler і французька Panhard et Levassor. Двигуни цієї конструкції славилися своєю безшумною роботою, але надлишковою димністю, адже потребували змащення для золотників. 1908 року на важливому для бельгійців ринку, тобто в Англії, на виставці в Лондоні була представлена нова модель — Type U 38CV SS з 6.3 л двигуном. Машина виявилася настільки вдалою, що через рік фірма припинила виробництво автомобілів з клапанними механізмами: Minervette Typ B 8CV, Type P 7CV 1.5 л, Type O 15CV 2.5 л, Type L 18CV 3.8 л, Type M 28CV 5.9 л і Type N 25CV 4.05 л. Замість них вийшло дві моделі з золотниковими двигунами: 16CV з 2.3 л мотором і 26CV з 4.5 л мотором, такі автомобілі відразу собі замовили король Бельгії — Альберт Перший, королі Швеції і Норвегії, а також Генрі Форд, а художниця Анна Бох (з родини, яка володіла Villeroy & Bohn) навіть вирушала в подорож на такій машині, попутно малюючи під час своїх зупинок пейзажі з видами Франції. Відтепер машини продаються під слоганом «The Car Of Kings and Queen» («Автомобілі королів і королев»).

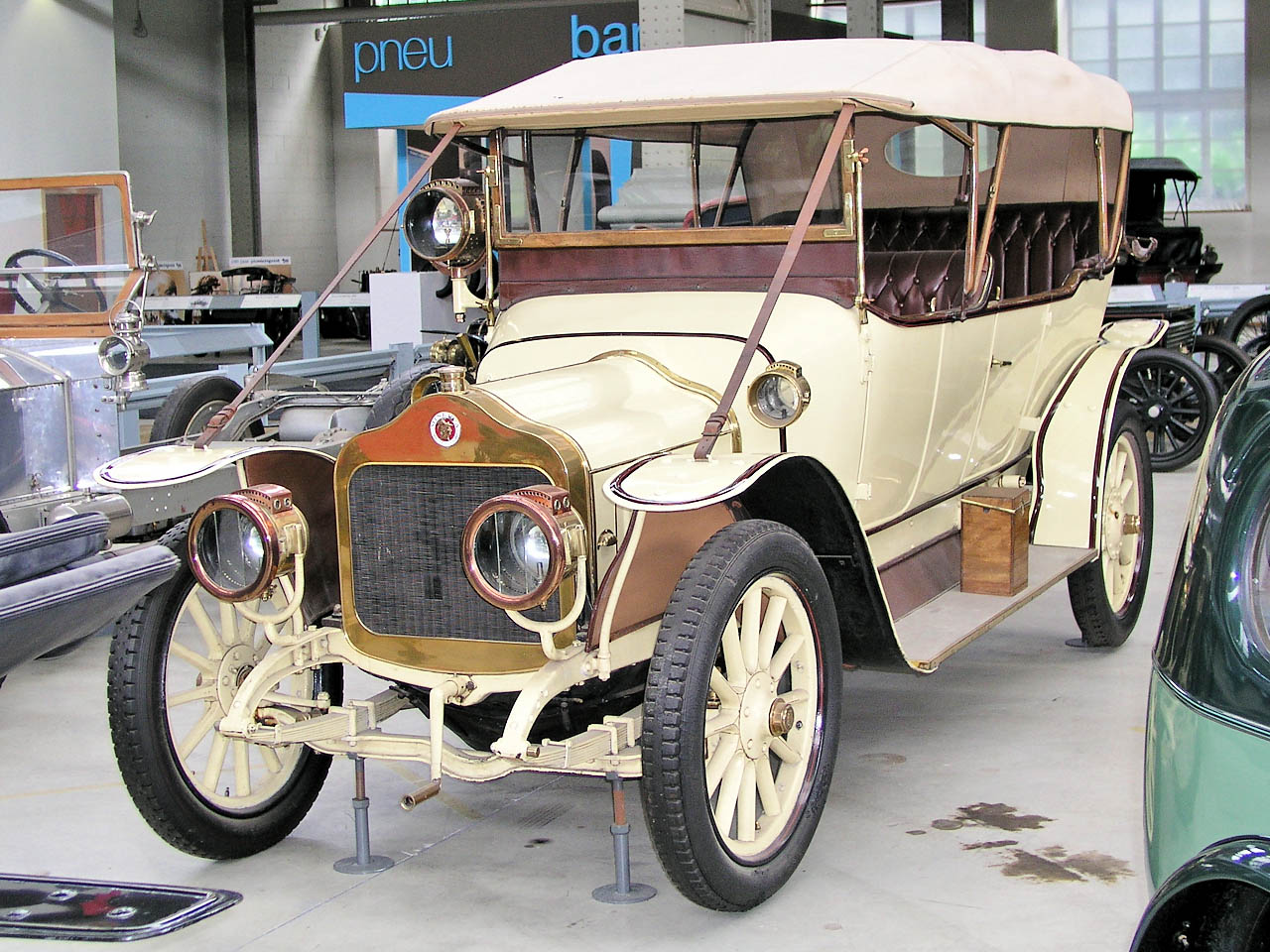
Minerva Type X 26CV Open Tourer

Продажам допомогли і виграні гонки, які проходили на території Швеції, Австрії, Росії, Іспанії і навіть у Новій Зеландії. 1910 року компанія вирішує зосередитися суто на автомобілях, виробництво мотоциклів припиняється, через рік модельний ряд поповнюється 4-літровою моделлю Type X 26CV. До 1912 року фірма стає найбільшим у Бельгії виробником автомобілів, у фірмі працює 3000 робітників, які, до речі, вперше в Європі мають оплачувану відпустку (наслідок страйків 1906-1909 років). Виробляється 800 готових автомобілів на рік, 3000 шасі (рама з мотором і мостами) — обороти фірми були мільйонними.

#### 1910-1920

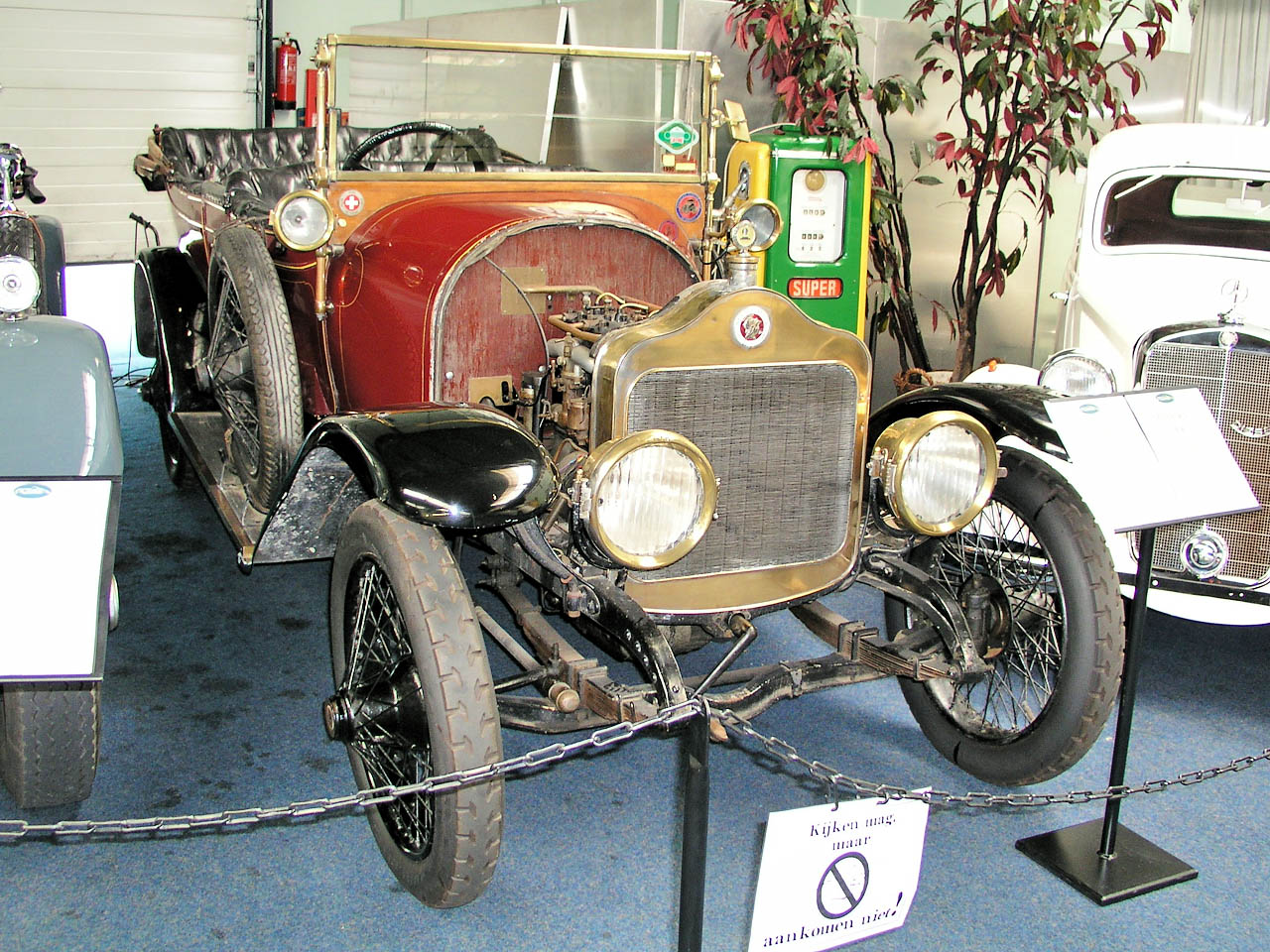
Minerva Type DD 14CV Roadster

У 1913 році для менш забезпечених клієнтів, які бажають придбати автомобіль цієї марки, починають випускати модель Type DD 14CV з 2.1 л двигуном. Компанію їй склали моделі Type EE 26CV з 4.4 л двигуном і Туре НН 38CV з 7.4 л 4-циліндровим двигуном, крім легкових автомобілів фірма починає випускати і вантажівки. Через рік, спеціально до Tourist Trophy, які проходять на острові Мен, будуються 3.3 л автомобілі, двигуни яких розвивають 70 к/с, однак чадячі сизим димом автомобілі не змогли випередити конкурента на Sunbeam. Рікен, Поспорато і Молон прийшли 2-м, 3-м і 5-м, тому було вирішено змінити цією моделлю більші машини, залишивши у виробництві модель JJ 14CV і новинку KK 18HP.

Броньовик на шасі Minerva Type НН 38CV

У 1914 році починається війна, виробництво легкових машин зупиняється, бельгійська армія першою отримує на озброєння броньові автомобілі. Вони робилися на базі легковиків серії HH. Броньовики мали повну масу в 4 тонни і подвійні скати на задній осі. Машина розвивала швидкість до 40 км/год. Пізніше на броньовики стали встановлювати кулемети. Перші броньовики були відкритими і солдатам доводилося залазити по кузову вверх, щоб потрапити всередину, до речі, кілька таких машин отримала і російська армія. У жовтні 1914 року Бельгію окупували німецькі війська і виробництво зупинилося. До речі, чотири броньовики було захоплено німцями, і вони використовували їх для інтервенції до Румунії. Цікавий факт, що вцілілі броньовики служили в бельгійській армії аж до 1935 року.

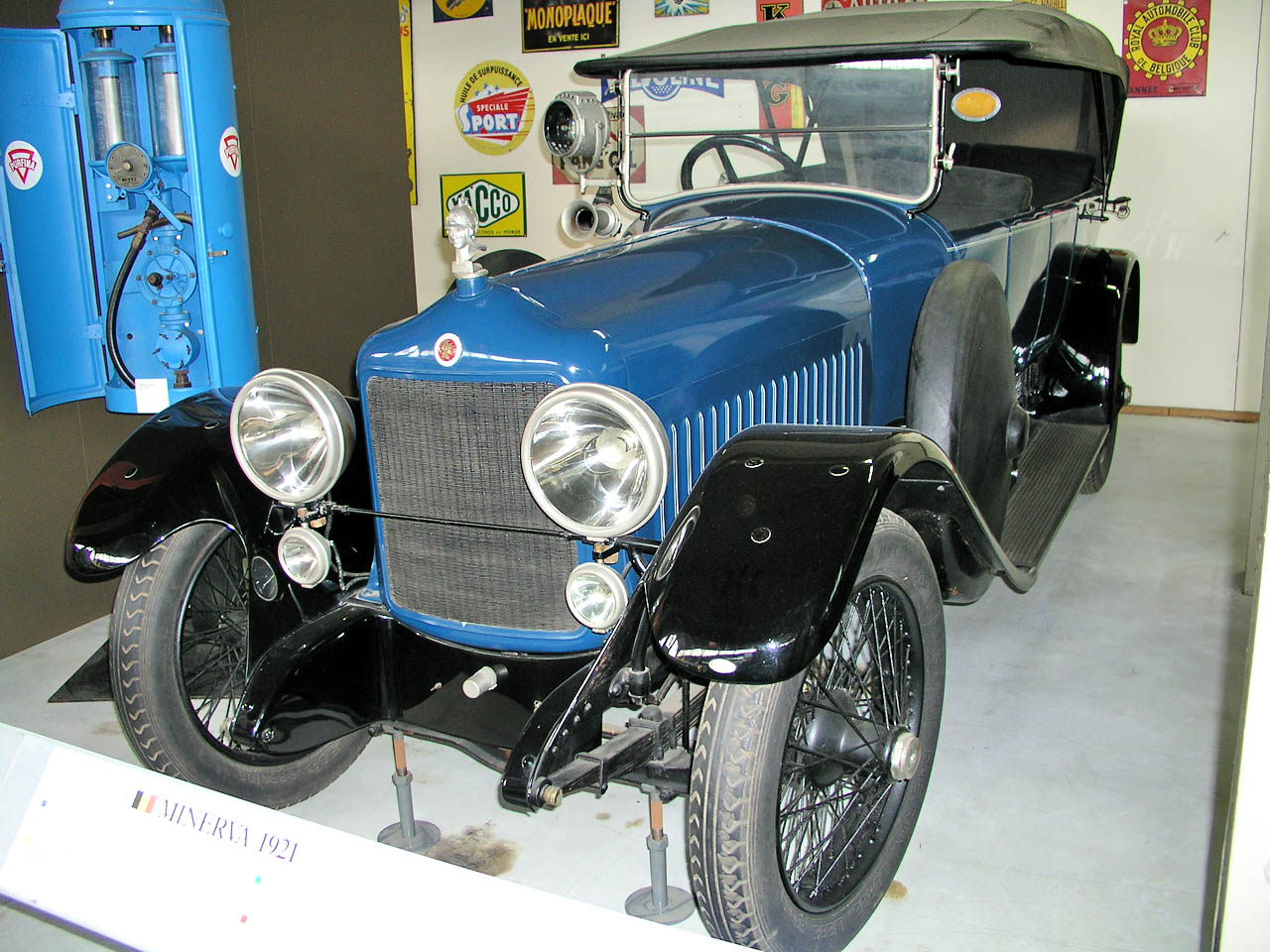
Minerva Type ОО 30CV Tourer

Під час війни де Йонг з інженерами вирушають до Амстердама, де починають проєктувати нові машини, щоб відновити виробництво після війни. Повернувшись після війни до Бельгії, де Йонг виявляє, що все обладнання вивезено німцями під час бойових дій. У спішному порядку із США замовляються нові верстати, і вже в 1919 році в стінах заводу, реконструкція якого ще не закінчилася, почалося виробництво першої післявоєнної моделі — Type NN 20CV з 3.6 л двигуном потужністю 20 к. сил. Через два роки з'являється перший за довгі роки 6-циліндровий автомобіль з двигуном об'ємом в 5.3 літра і потужністю 100 к. сил, це модель Туре OO 30CV, яка могла розвивати швидкість до 120 км/год залежно від кузова.
У цей час у Бельгії зростає інфляція, платоспроможність покупців падає. Не дивлячись на репутацію виробника солідних і надійних авто, конкуруючих за якістю з Rolls-Royce, було вирішено випустити маленьку модель з 2-літровим двигуном — Туре ТТ 15CV. Тоді ж Пітер де Сйоте розробляє нове оформлення кришки радіатора.

#### 1920-1930
У 1923 році, щоб зміцнити імідж одних з найкращих автомобілів, на машини почали встановлювати вакуумний підсилювач гальм системи Девандре, який задіював усі чотири колеса. Цього ж року Minerva викуповує бельгійську фірму S.A.V.A., чия назва йде в забуття. На потужностях фірми починається виробництво вантажних автомобілів Minerva. У цей час компанія будує новий завод для виготовлення кузовів в Мортселі, бо редути Антверпена заважають розширенню заводу на колишньому місці.

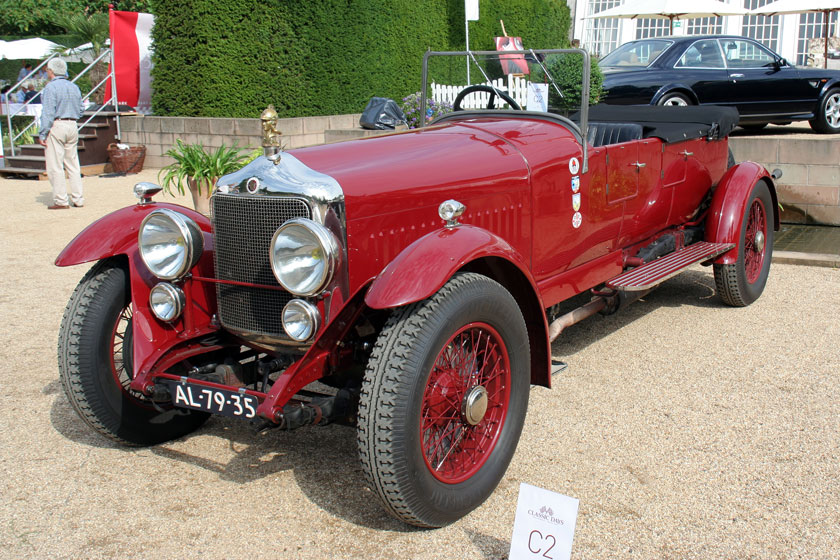
Minerva Type AC 30CV Rollston Tourer

У 1925 році відбувається зміна модельного ряду, Type OO 5.3 л 30CV отримує новий індекс — AC 30CV і 4-ступеневу трансмісію, завдяки якій машина може розвинути всі 130 км/год. «20-сильна» машина отримала 6-циліндровий двигун об'ємом у 3.4 л потужністю 55 к/с і індекс AB 20CV, молодша модель з 4-ма циліндрами отримує індекс AD 16CV і мотор об'ємом в 2.25 л потужністю 32 к/с. У цей час випускається до 2500 автомобілів на рік, з яких близько 1000 продається в Британії, бо найдорожча «Мінерва» з 5.3 л двигуном коштує вдвічі дешевше «Фантома» від «Роллс-Ройса». У цей же рік бельгійська компанія купує контрольний пакет французької фірми Chenard-Walcker і бельгійської, що виробляє вантажні автомобілі — Hemixem.

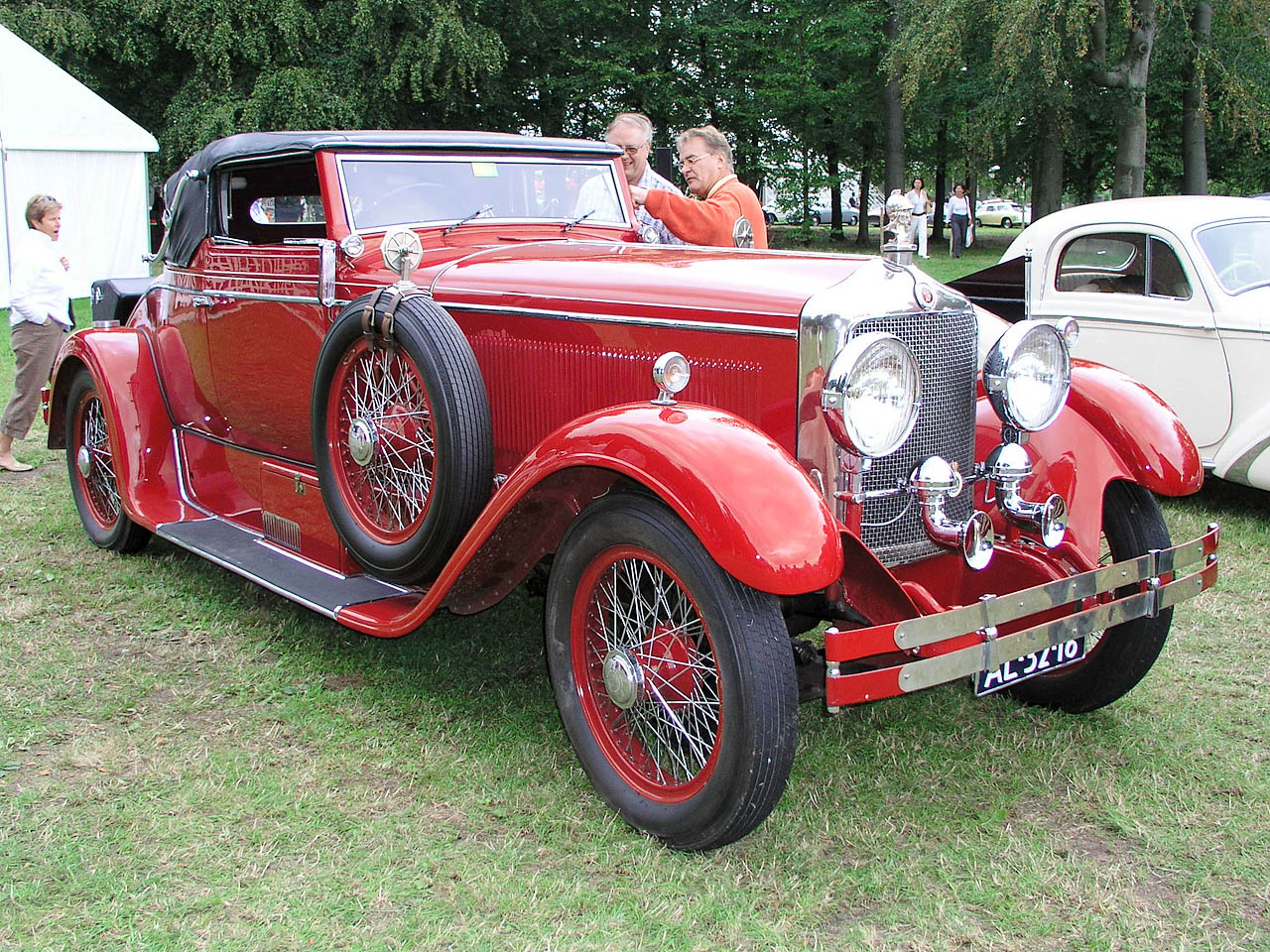
Minerva Type AF 30СV Erdmann & Rossi Roadster

Сам Сільвен де Йонг був великим патріотом Бельгії і планував створити щось на зразок General Motors, концерн, у який би входили бельгійські виробники, адже конкурувати на власному ринку було складніше через митну відкритість країни. У той же час бельгійські фірми стикалися з труднощами, пов'язаними з податковими обмеженнями на експортних ринках. Тим часом проєктується 1.5 л безклапанний двигун системи Бурнонвіля, у якому золотник обертається навколо осі, проте випробування показали ненадійність цієї схеми. У  1926 році з'являється 2-літрова модель Type AH 12CV з шестициліндровим двигуном системи Найта. Машина, яку прозвали «дочка Мінерви», не дивлячись на досить високу ціну для маленької машини, стала користуватися великим попитом, і якщо інші машини випускали кількістю не більше 25 примірників на тиждень, то маленьку машину виробляли в кількості 50 штук. У цьому ж році модель АВ перейменована в АЕ, AD — в AG, і AC — в AF, хоча технічно ніяких особливих змін не відбулося.

## Компанія під керівництвом нового власника
Тим часом фірма стає гігантською для бельгійського масштабу, тож багато інвесторів намагаються урвати свій шматок. У цей час у раді директорів фірми сидять члени правління банку d'Outre Mer, серед яких знаходяться батько і син на прізвище Марке, вони починають свою гру. Після конфлікту між цією родиною і Сільвеном де Йонгом фірма Marquet стає господарем фірми, а де Йонгу дістається роль керуючого директора і генерального менеджера фірми Minerva. Через чотири місяці де Йонг помирає від раку горла.
Проте його справа триває, і у 1928 році завод виставляє заводську команду, що складається з трьох Type AH 12CV, на гонки Coupe des Alpes. У класі до 2-х літрів перемагає команда фірми Adler, а команді «Богині» дістається почесне друге місце.

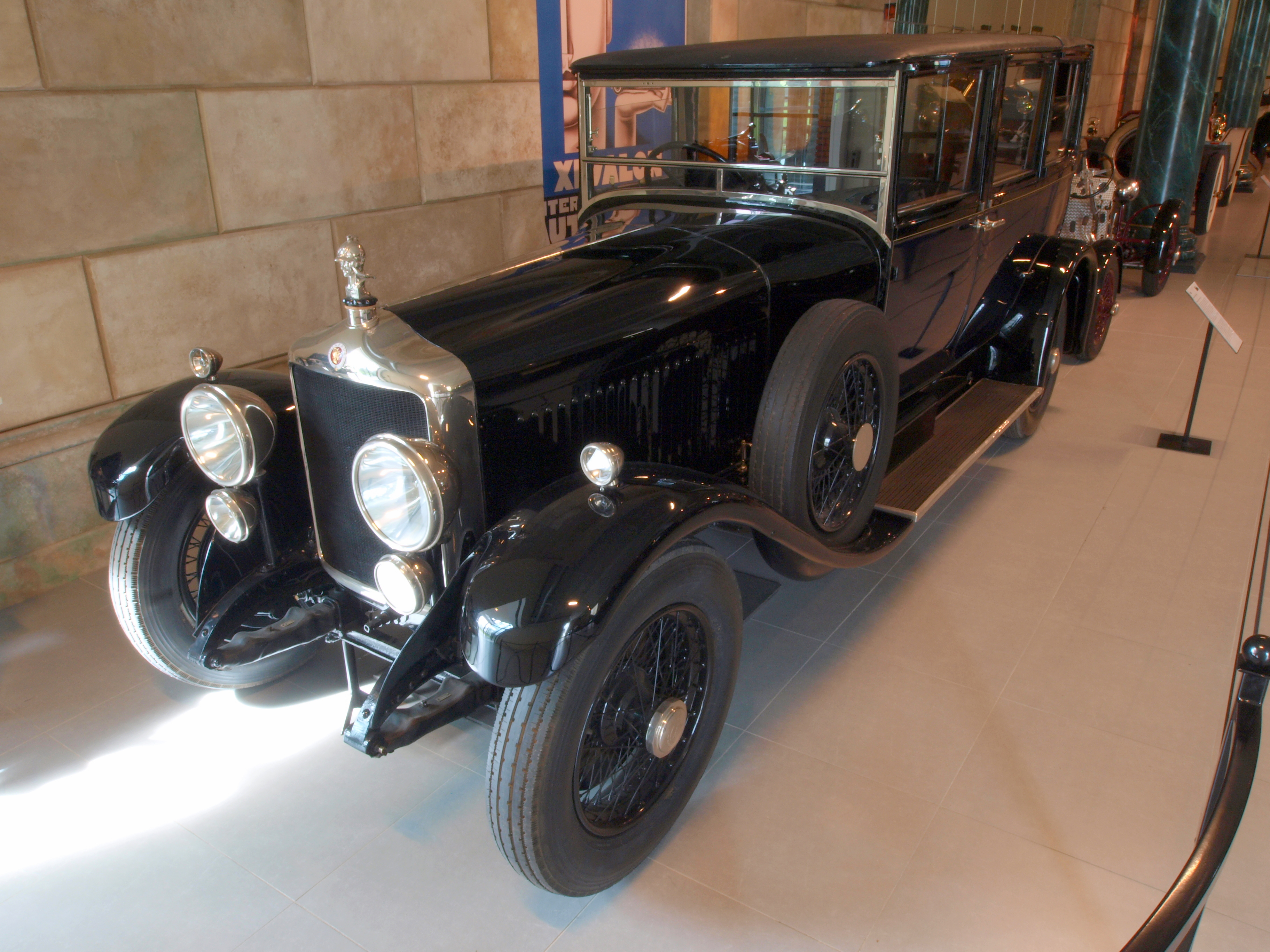
Minerva Type AM 32CV Murphy Sedan

Серед новинок — флагман Туре АК 32CV з мотором об'ємом в 6.0 л, який розвиває 120 к. сил, для американського ринку ця модель має назву Type АМ. Модель відрізняється розташуванням керма та іншою панеллю приладів. Це був один з найбільших автомобілів свого часу, його база досягала 4.57 м, навіть найдовший Rolls-Royce Phantom мав усього 3.82 м базу коліс, а гігантський Bugatti Royale задовольнявся базою в 4.3 м. Мотор цієї машини дебютував роком раніше на спортивній версії моделі AF — AFS 32CV, яка мала укорочені шасі моделі AF і розточений до 6-ти літрів двигун з двома карбюраторами.

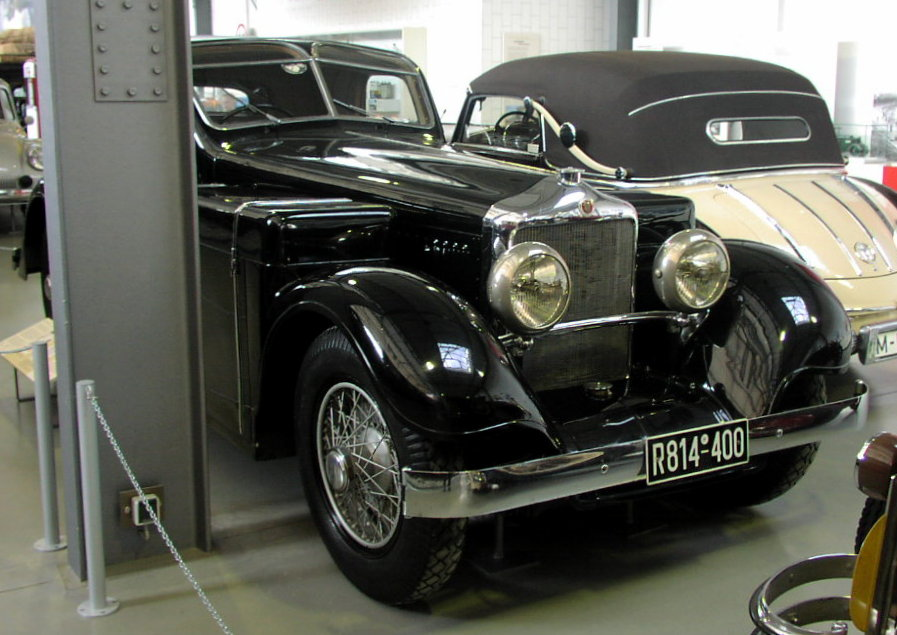
Minerva AKS 32CV Coupe

У 1929 році Type AH 12CV стає Type AN 12CV, однак якраз наприкінці 20-х почалася гонитва за циліндрами і марка Minerva вже насилу могла конкурувати з автомобілями Daimler, Mercedes-Benz і Hispano-Suiza, тому вводиться нова модель — Type AP М8 22CV, ця машина мала 8 циліндрів вряд, об'єм у 4.0 літра і 82 к/с. Ці машини насамперед націлені на американський ринок, де в моді рядні вісімки, незабаром з'являється і 6-циліндрова версія цієї машини — Type AR М6 17CV з двигуном в 3.0 літра потужністю 60 к. сил. Крім цього з'являється спортивна версія AKS на шасі серії AK, 6-літрову рядну шістку розкочегарили до 150 к/с, і величезна машина була здатна розганятися до 145 км/год. Кілька таких машин було виставлено в 24-годинних гонках Спа-Франкоршам, проте успіху ці машини досягти не змогли.

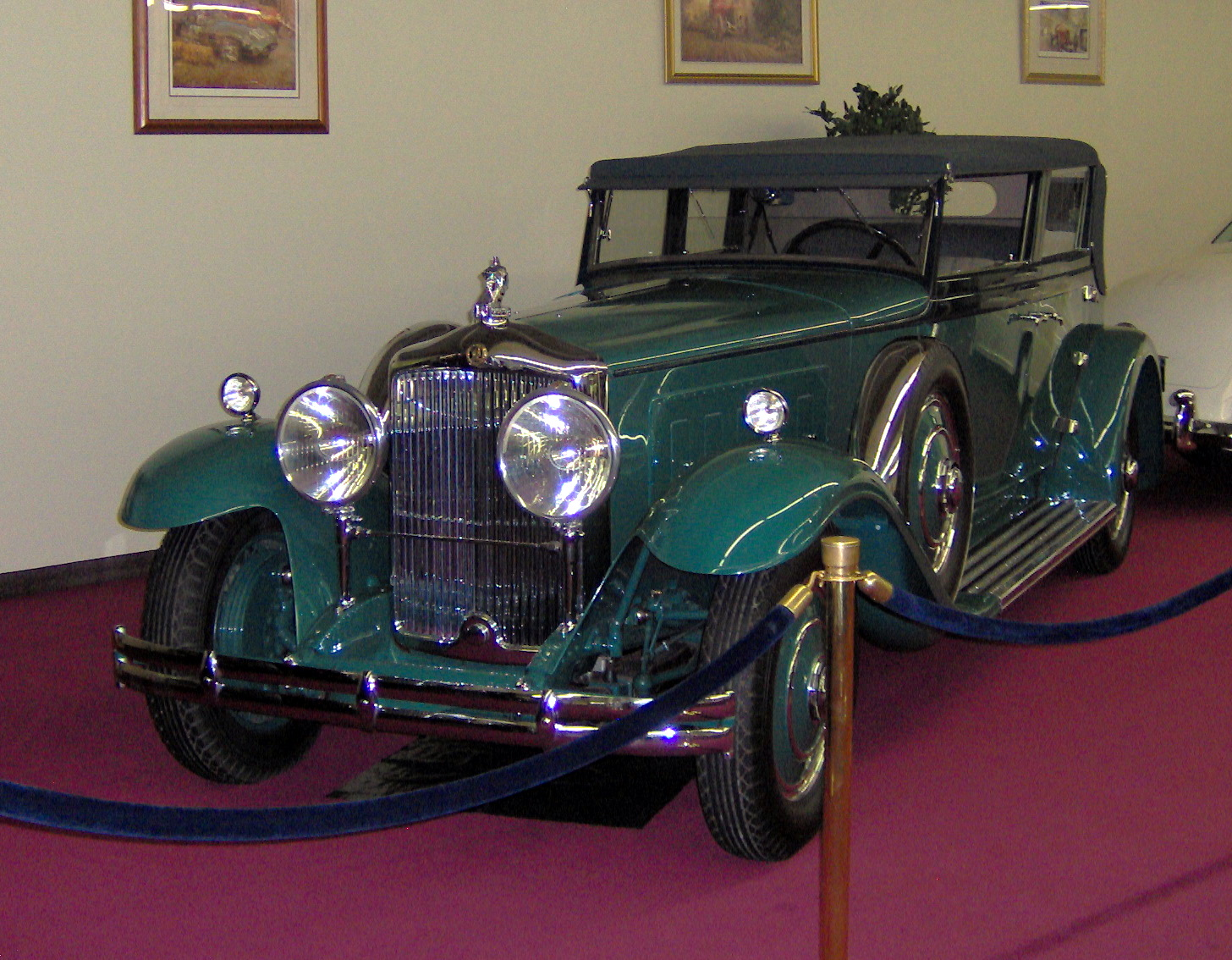
Minerva Type AL 40CV Vanden Plas Cabriolet

Але, не дивлячись на неуспіх і світову економічну кризу, в 1930 році з'являється найдорожча «Мінерва» за всю виробничу програму — Type AL 40CV, вона мала 8-циліндровий двигун об'ємом у 6.6 л потужністю в 125 к/с. Вона не була дуже величезною, як серія АК, однак її база дорівнювала 3.89 м. Не дивлячись на високу ціну машини і кризу, вдалося продати близько 120 екземплярів цієї моделі, з яких близько 50 склали найдорожчі довгобазі варіанти.

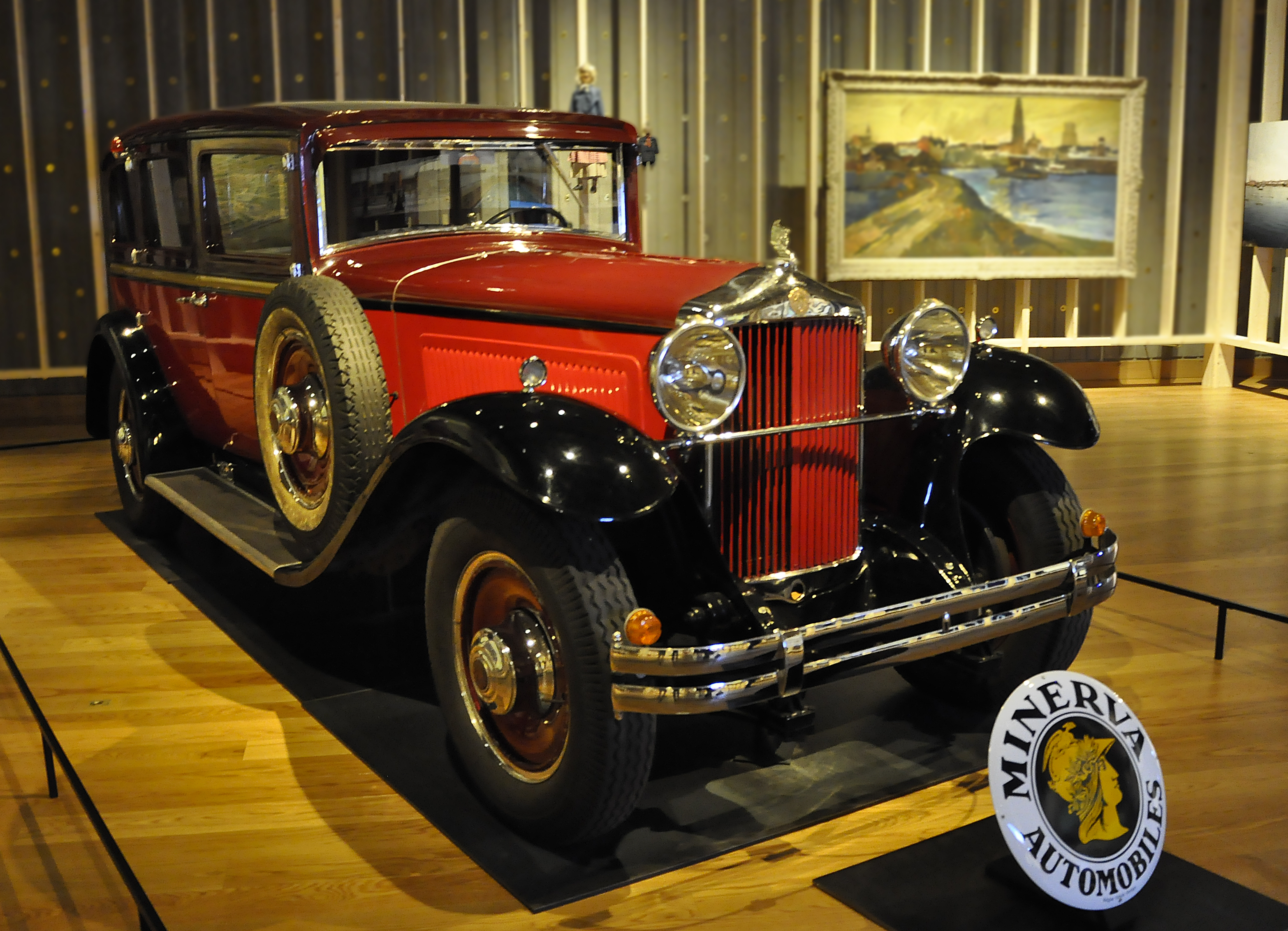
Minerva M6 17CV Rapide

У 1932 році з'являється оновлена модель серії М8 — M8 25CV Rapide із закритим кузовом типу седан, ця машина могла розвивати швидкість в 135 км/год. Машина була націлена на американський ринок, про що свідчив її американізований дизайн кузова. Однак цього ж року закрилося американське відділення фірми, а незабаром оголосили себе банкрутом Minerva Motors, які представляли продукцію бельгійської фірми в Лондоні протягом останніх 30 років.

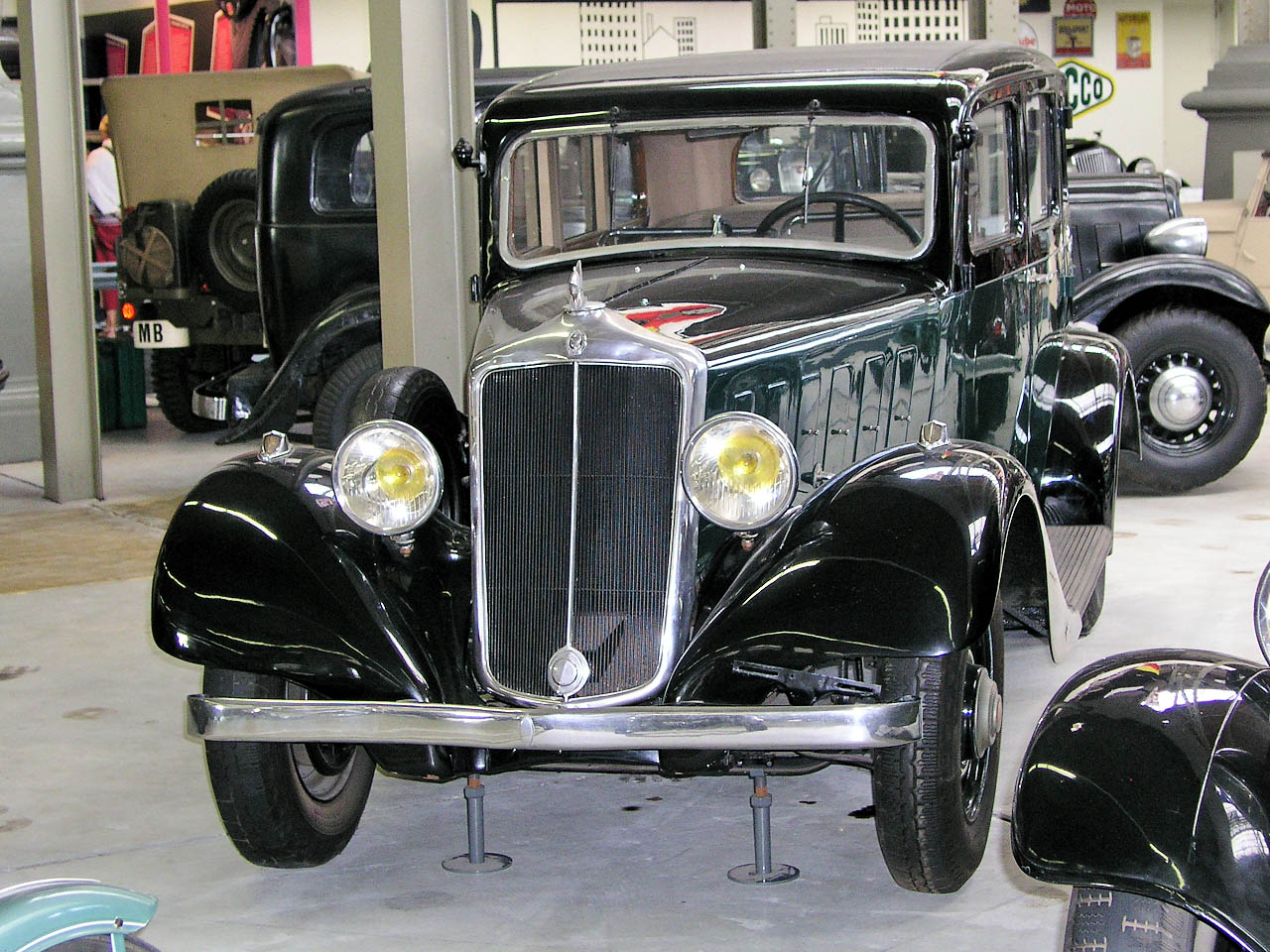
Minerva M4 12СV

Фірма проіснувала до кінця 1933 року, коли було вирішено випускати нову 2-літрову машину — М4 12CV. Під капотом було всього 4 циліндри, правда, двигун, що видавав 50 к. сил, все ще був застарілої системи Найта. Ця машина прийшла на зміну колишній 6-циліндровій дволітровій моделі Type AS 12CV. Однак зумівши реалізувати всього близько 400 автомобілів цієї моделі, фірма змушена була оголосити себе банкрутом.

## Компанія Minerva у власності фірми Imperia
У листопаді 1934 року фірму викуповує господар іншого бельгійського виробника автомобілів — фірми Imperia — Матьє Ван Рогген. Він перейменовує її на Société Nouvelle Minerva. Під цією назвою фірма починає будувати вантажні машини та легковики, що випускаються за ліцензією фірми Adler. Машини продаються під маркою Minerva-Imperia.

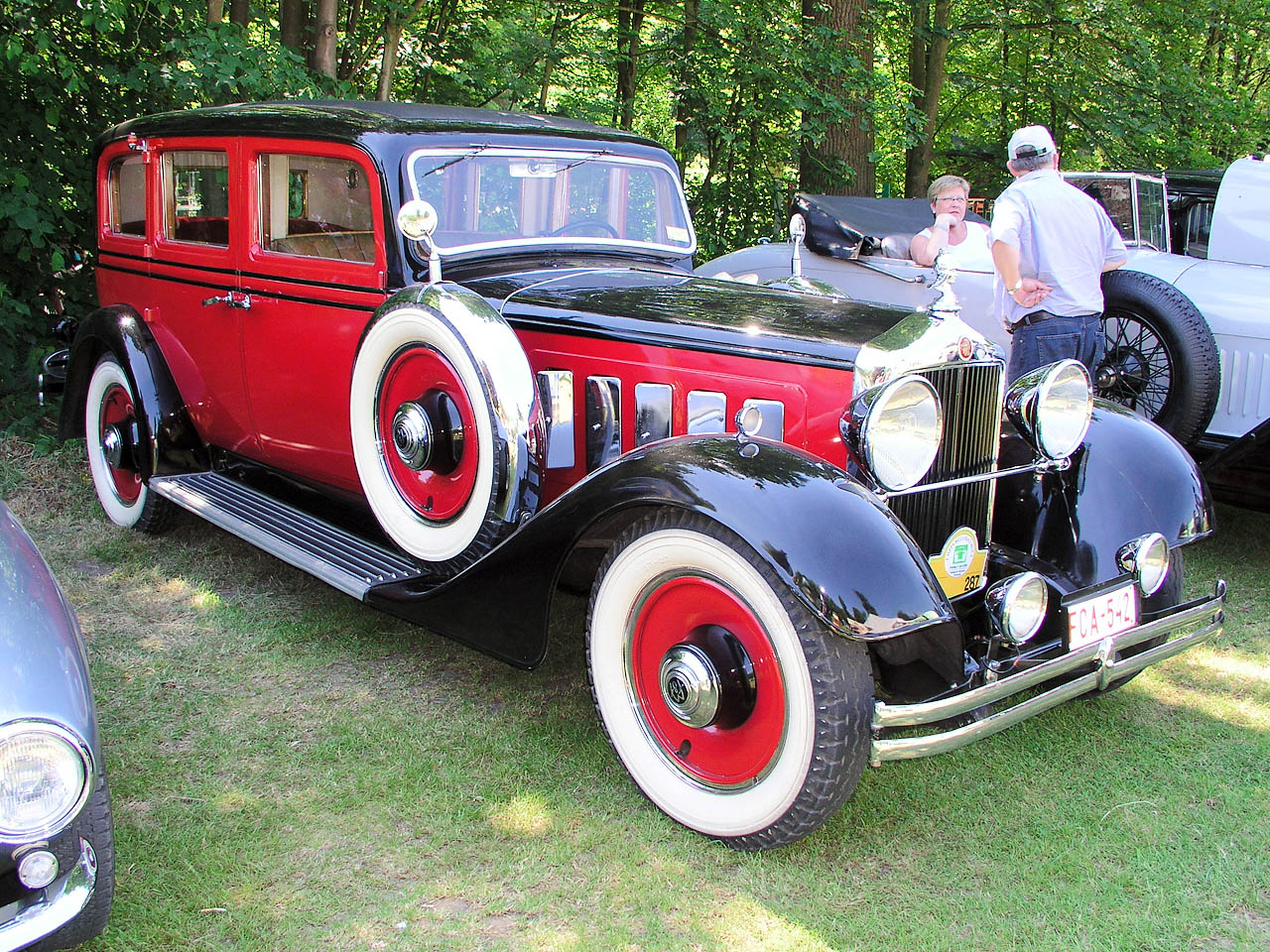
Minerva Type AP 22CV

У 1937 році поновлюється виробництво 8-циліндрової 4-літрової машини Type AP 22CV, машина зазнала незначних технічних та зовнішніх змін. Однак по автомобільних шоу возиться прототип нової машини, що одержав назву Minerva TAM18. Це був концептуально новий автомобіль: по-перше, кузов був несучим, по-друге, машина мала передній привід, підвіска всіх коліс торсіонна і незалежна, як силовий агрегат на неї встановили V8 3.6 л від Ford. Коробка передач у ній була автоматична, мала назву RVR, патент на неї був викуплений у інженера Робіна.[джерело?]

## Припинення виробництва легкових автомобілів. Закриття компанії
У Ван Роггена забракло грошей на доопрацювання проєкту і на запуск виробництва. 1938 року виробляють останній легковий автомобіль серії АР. Фірма переходить суто на виробництво комерційного транспорту з дизельними агрегатами, що виготовляються за ліцензією німецької фірми Ganz-Jendrassik.
У 1940 році Бельгію окупували німецькі війська, які почали випускати авіамотори на потужностях заводу. Під час відступу вони спробували знищити завод, який уцілів, хоч і сильно постраждав. Після війни завод перейшов під владу британських військових, почалося виробництво фургончиків Minerva C15 з двигунами Continental. На початку 1947 року Ван Роггену повертають заводи, бо він отримує контракт на відшкодування збитків. Незабаром компанія стає партнером бельгійської армії, яка шукала партнера для ліцензійного виробництва автомобілів марки Land Rover.

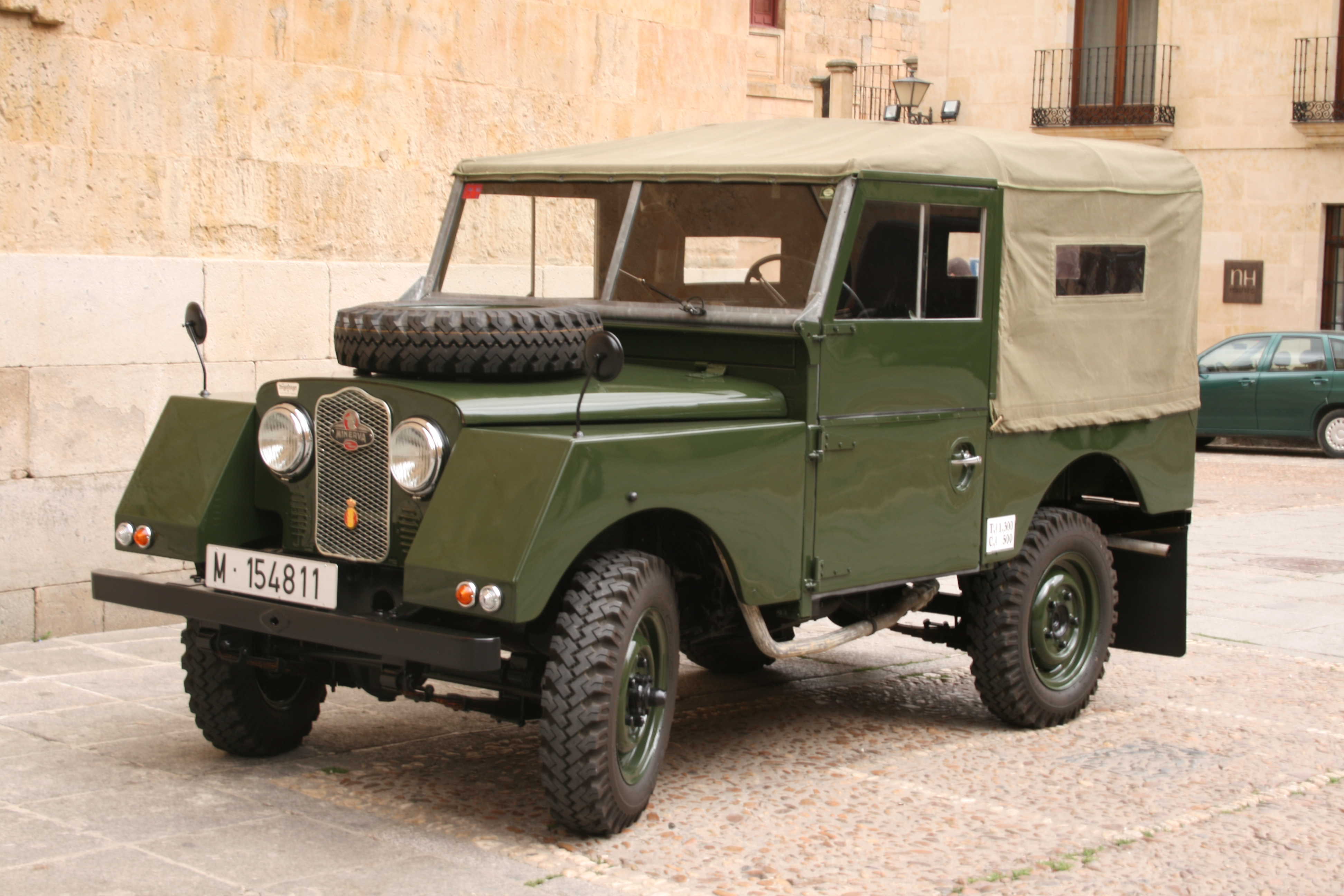
Minerva 80

Контракт було підписано у 1951 році. Minerva привезли трохи більше, ніж 60 % комплектуючих з Англії, переважно механіки, інші деталі фірма виробляла сама, включаючи кузови. Зовні машини можна було відрізнити від британських по іншій формі передніх крил.

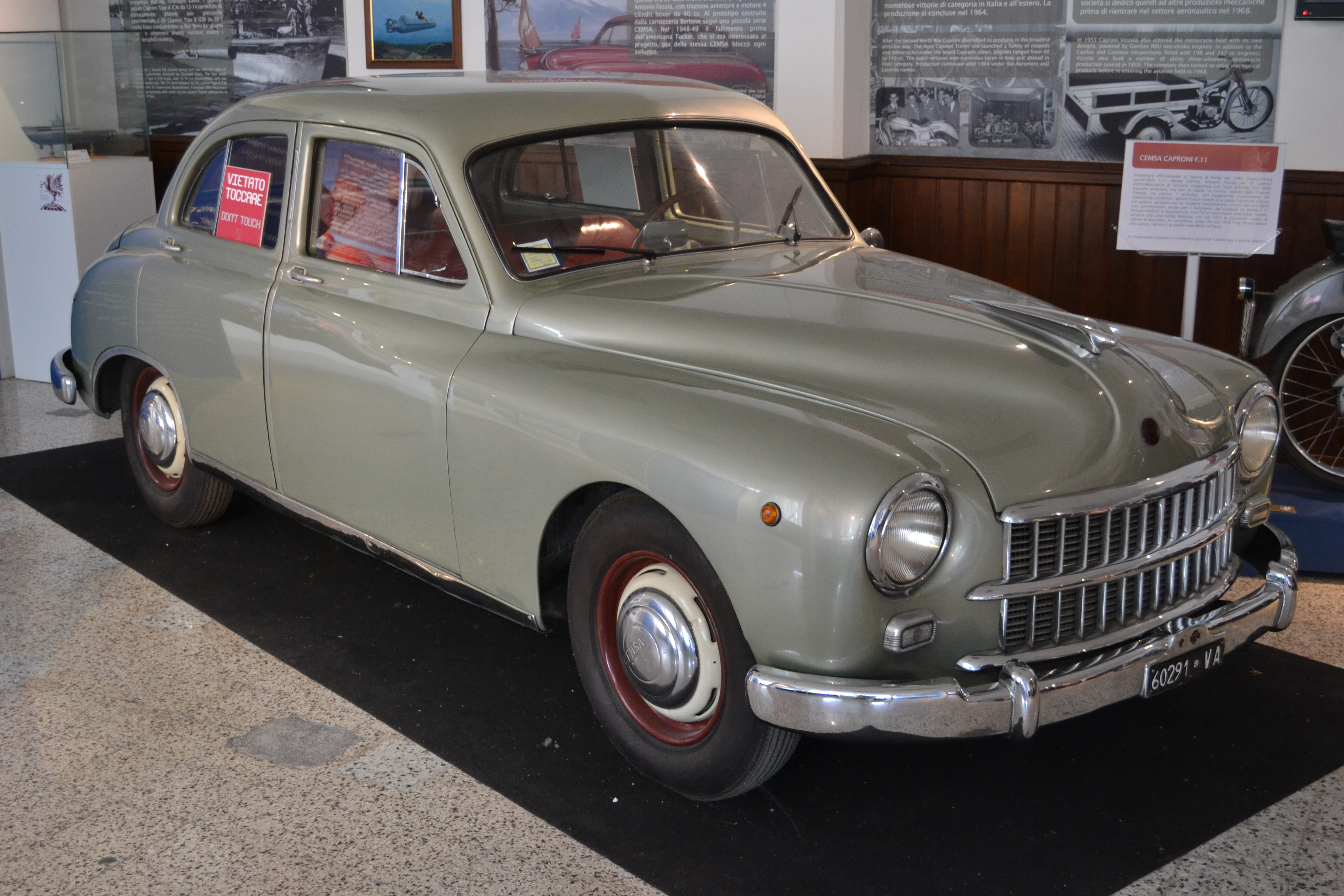
Minerva, що не відбулася — Cemsa Caproni F11

Ван Рогген розуміє, що військові контракти рано чи пізно закінчаться, тому шукає додаткові можливості продовження життєдіяльності підприємства. Він активно починає шукати партнерів в Італії: так, у 1953 році за ліцензією італійської фірми MV Agusta починається виробництво італійських моторолерів. Також у січні 1953 року Minerva викуповує право на виробництво автомобіля, який був побудований ще в 1947 році італійською фірмою CEMSA Caproni. Автомобіль F11 був виготовлений усього в 7-ми примірниках. До речі, ці машини планував випускати і Таккер на додаток до своїх «Torpedo», але його справа зазнала фіаско. Взагалі, цей прототип мав передній привід коліс, незалежну підвіску всіх коліс, важіль КПП знаходився на кермовій колонці, 1.2 л мотор мав опозитне розташування 4-х циліндрів. Крім Таккера цю машину планувала випускати і фірма Isotta-Fraschini, але і їй не вдалося втілити це бажання в життя. За вказівкою Ван Роггена було спроєктовано новий 1.5 л двигун з повітряним охолодженням, однак і цього разу не вдалося знайти кошти на запуск цієї машини у серію (до речі, незабаром з'явилася Lancia Augusta з переднім приводом і мотором-боксером, тому що Lancia перекупила цей проєкт).
У 1954 році з'явилася оновлена версія армійського позашляховика, яка отримала базу в 86" (2.18). Через два роки контракт з Land Rover закінчився, і бельгійська армія вирішила замовляти позашляховики безпосередньо з Англії.

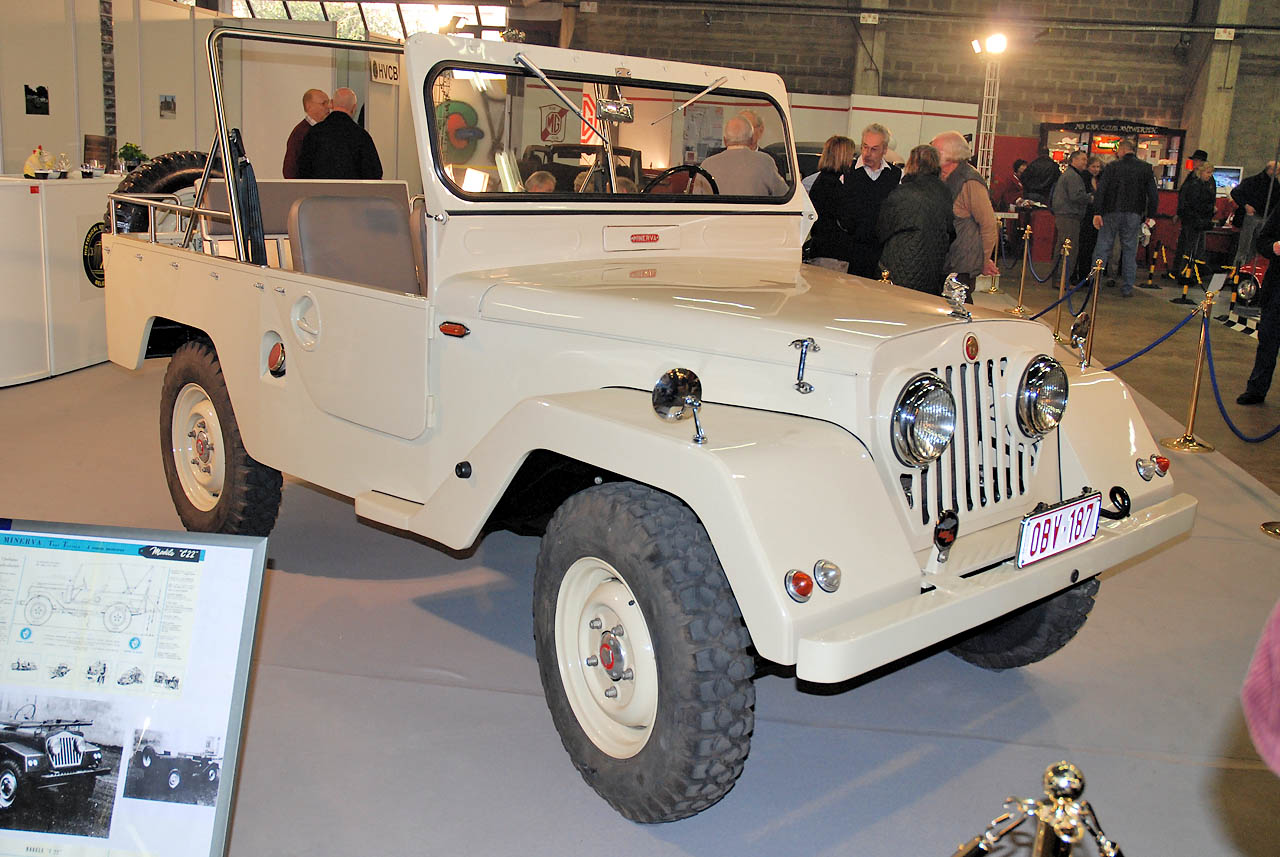
Minerva C20

Ван Рогген не збирався здаватися, тож у 1956 році представив свої позашляхові машини, схожі на американський Willys. Це були моделі М20/22 («М» — від «Мілітарі») і С20/22 («С» — «Комерційна»), цифри позначали довжину бази в дециметрах: 20-ка мала відкритий кузов, а 22 — універсал. Бензинові версії мали двигуни американської фірми Continental: або 2.3 л потужністю 56 к. сил, або 2.6 л і 60 к/с, а дизельні — від Jenbach, мали всього два циліндри і були об'ємом 1.4 л (40 к/с). Ці позашляховики могли брати на борт до 9-ти людей і підніматися на ухил до 70 градусів.
Військові не зацікавилися цією машиною, а цивільних версій було випущено не більше 100 екземплярів. Щоб якось завантажити потужності заводу, фірма підписала контракт з Armstrong Siddeley про збірку континентальних версій їхніх автомобілів. Інша фірма, що належала Ван Роггену — Imperia — випускала інші британські автомобілі — Standard/Triumph, однак наприкінці березня 1958 року фірму було ліквідовано через банкрутство.

## Список легкових автомобілів Minerva
- 1904 — Minerva Type C
  - Minerva Type D
  - Minerva Type E
- 1905 — Minerva Minervette Type A
- 1906 — Minerva 16/28CV
  - Minerva 22CV
  - Minerva 40CV
- 1908 — Minerva Type U
  - Minerva Minervette Type B
  - Minerva Type P
  - Minerva Type O
  - Minerva Type L
  - Minerva Type M
  - Minerva Type N
- 1909 — Minerva 16CV
  - Minerva 26CV
- 1911 — Minerva Type X
- 1913 — Minerva Type DD
  - Minerva Type EE
  - Minerva Type HH
- 1914 — Minerva Type JJ
  - Minerva Type KK
- 1919 — Minerva Type NN
- 1921 — Minerva Type OO
- 1922 — Minerva Type TT
- 1925 — Minerva Type AC
  - Minerva Type AB
  - Minerva Type AD
- 1926 — Minerva Type AH
  - Minerva Type AE
  - Minerva Type AG
  - Minerva Type AF
  - Minerva Type AFS
- 1928 — Minerva Type AK
  - Minerva Type AM
- 1929 — Minerva Type AN
  - Minerva Type AP M8
  - Minerva Type AR M6
  - Minerva Type AKS
- 1930 — Minerva Type AL
- 1932 — Minerva Type M8
- 1933 — Minerva Type M4
  - Minerva Type AS
- 1937 — Minerva Type AP